# Jahmir Young
Jahmir Young, né le 7 octobre 2000 à Upper Marlboro dans le Maryland, est un joueur américain de basket-ball évoluant au poste de meneur.

## Biographie

### Carrière professionnelle

#### Bulls de Chicago (février-juillet 2025)
En février 2025, il signe un contrat two-way avec les Bulls de Chicago.

## Palmarès et distinctions personnelles

### Universitaires
- First-team All-Big Ten (2024)
- Second-team All-Big Ten (2023)
- 2× First-team All-Conference USA (2021, 2022)
- Third-team All-Conference USA (2020)
- Conference USA Freshman of the Year (2020)

## Statistiques

### Universitaires
| Saison    | Équipe                | Matchs | Titul. | Min./m | % Tir | % 3pts | % LF | Rbds/m. | Pass/m. | Int/m. | Ctr/m. | Pts/m. |
| --------- | --------------------- | ------ | ------ | ------ | ----- | ------ | ---- | ------- | ------- | ------ | ------ | ------ |
| 2019-2020 | 49ers de Charlotte    | 29     | 29     | 32.3   | .426  | .373   | .738 | 5.2     | 2.8     | 1.6    | .3     | 12.5   |
| 2020-2021 | 49ers de Charlotte    | 25     | 25     | 37.5   | .423  | .338   | .834 | 4.9     | 2.5     | 1.0    | .3     | 18.0   |
| 2021-2022 | 49ers de Charlotte    | 31     | 31     | 35.8   | .468  | .341   | .892 | 5.9     | 3.7     | 1.1    | .5     | 19.6   |
| 2022-2023 | Terrapins du Maryland | 35     | 35     | 31.4   | .415  | .311   | .831 | 4.6     | 3.1     | 1.3    | .4     | 15.8   |
| 2023-2024 | Terrapins du Maryland | 32     | 32     | 35.3   | .404  | .324   | .900 | 4.9     | 4.2     | 1.3    | .3     | 20.4   |
| Carrière  | Carrière              | 152    | 152    | 34.3   | .427  | .337   | .850 | 5.1     | 3.3     | 1.3    | .4     | 17.3   |